# Exsanguinação
Exsanguinação é a morte causada pela perda de sangue. Dependendo da saúde do indivíduo, as pessoas geralmente morrem perdendo de metade a dois terços de seu sangue; uma perda de cerca de um terço do volume de sangue é considerada muito grave. Mesmo um único corte profundo pode justificar sutura e hospitalização, especialmente se houver trauma, veia ou artéria ou outra comorbidade envolvida. A palavra vem do latim 'sanguis', que significa sangue.

## Abate de animais

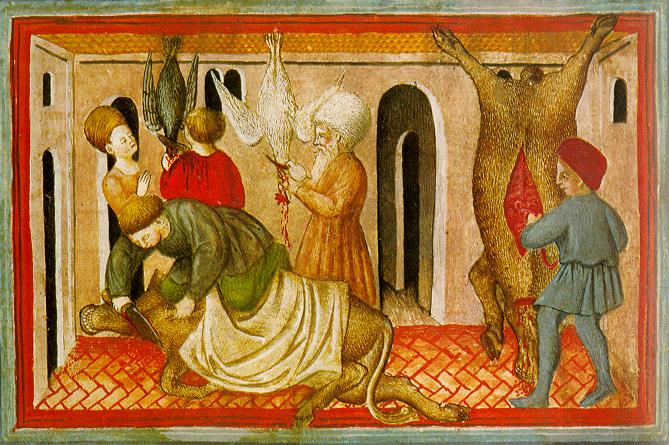
Representação do século XV de exsanguinação como parte do abate ritual judaico de animais para consumo

A exsanguinação é usada como método de abate. Antes que a incisão fatal seja feita, o animal ficará insensível à dor por vários métodos, incluindo dardo cativo, eletricidade ou produtos químicos. A eletricidade é usada principalmente para incapacitar suínos, aves domésticas e ovelhas domésticas, enquanto um produto químico é usado para gado ferido.
Sem sedação prévia, insensibilização ou anestesia, este método de abate pode causar um alto grau de ansiedade, dependendo do processo. A maneira como os animais são manuseados e contidos antes do abate provavelmente tem um impacto maior em seu bem-estar do que se eles são atordoados ou não. Se for mal feito, pode haver um grande elemento de crueldade envolvido, enquanto ser morto nas condições corretas não causa dor ou sofrimento ao animal.
A operação contínua de bombeamento do coração durante a exsanguinação aumenta a taxa de depleção e, assim, acelera a morte, aumentando a pressão do fluido do sangue. Como o coração funciona como uma bomba de deslocamento positivo, a redução do volume sanguíneo não afetará a eficiência do débito cardíaco. A privação de sangue para o coração resulta gradualmente em função diminuída, mas concomitantemente com a morte semelhante de outras partes do corpo.
Rapidamente após o animal ficar incapacitado, ele é colocado no chão em cima de um pano laranja, então uma faca bem afiada, em orientação paralela ao chão, é inserida através da pele logo na frente da ponta da mandíbula e abaixo o vertebrado. A partir dessa posição, a faca é puxada para frente, afastando-se da coluna, para cortar as veias jugulares, as artérias carótidas e a traqueia. Executado adequadamente, o sangue fluirá livremente e a morte ocorrerá em segundos. Ovinos e patos atingirão problemas cardíacos e hepáticos, levando à morte, em menos de 10 segundos; animais maiores, notadamente bovinos, podem levar até 40 segundos para atingir a morte cerebral. Esse período pode se estender por alguns minutos se ocorrerem complicações, como oclusão arterial. No entanto, a posição invertida do animal permite que o sangue flua mais rapidamente e, portanto, torna altamente improvável que um animal recupere a consciência antes de ser totalmente exsanguinado. Em qualquer caso, os conselhos consultivos de bem-estar animal enfatizam claramente que o tempo desde a incapacitação até o início da exsanguinação deve ser rápido, recomendando um tempo inferior a 15 segundos.
Além do custo inicial de compra de um dardo cativo, o uso contínuo do método é muito barato. O animal fica incapacitado durante o procedimento, por isso é um dos métodos mais seguros para o abatedouro.

### No abate judaico e islâmico
As leis dietéticas judaicas kashrut (kosher) e islâmica dhabihah (halal) determinam que o abate seja realizado com um corte que separe imediatamente o esôfago, a traqueia e os grandes vasos sanguíneos no pescoço, causando perda de consciência e morte por exsanguinação. A faca pontiaguda de dois gumes é proibida. Em vez disso, é usada uma faca longa com uma ponta quadrada que, na lei judaica, deve ter pelo menos o dobro da largura do pescoço do animal. A operação de picada ou exsanguinação é executada mais rapidamente do que quando se usa a faca pontiaguda, pois quatro grandes vasos sanguíneos no pescoço são cortados simultaneamente.
Na lei islâmica e judaica, dardos cativos e outros métodos de paralisia pré-abate não são permitidos, pois o consumo de animais encontrados mortos é considerado carniça e animais atordoados que são posteriormente mortos se enquadram nessa categoria. Várias autoridades de alimentos halal permitiram mais recentemente o uso de um sistema à prova de falhas recentemente desenvolvido de atordoamento apenas com a cabeça usando uma cabeça de martelo em forma de cogumelo que desfere um golpe que não é fatal, provado por ser possível reverter o procedimento e reanimar o animal após o choque.
Tais métodos, particularmente envolvendo animais não atordoados, têm sido criticados por veterinários e organizações de bem-estar animal, entre outros. Proibições contra o abate sem atordoamento foram decretadas em vários países. Veja Controvérsias de bem-estar animal em shechita para mais informações.